# Kia K4
Kia K4 hay Kia Cachet (凯绅) là một phiên bản xe sedan 4 cửa được phát triển giữa hai dòng Kia K3 và Kia K5. Ra mắt lần đầu tiên tại Triển lãm ô tô Bắc Kinh 2014, Kia K4 được thiết kế dành riêng cho thị trường Trung Quốc.

## Phát triển
Phiên bản sản xuất của Kia K4 sử dụng chung nền tảng với Hyundai Mistra, ra mắt thị trường xe hơi Trung Quốc vào nửa cuối năm 2014 và được công bố vào ngày 29 tháng 8 năm 2014, tại Triển lãm ô tô Thành Đô 2014.  
Kia K4 sản xuất được bán ra thị trường vào tháng 10 năm 2014.

Giá xe dao động từ 128.800 đến 189.800 nhân dân tệ.

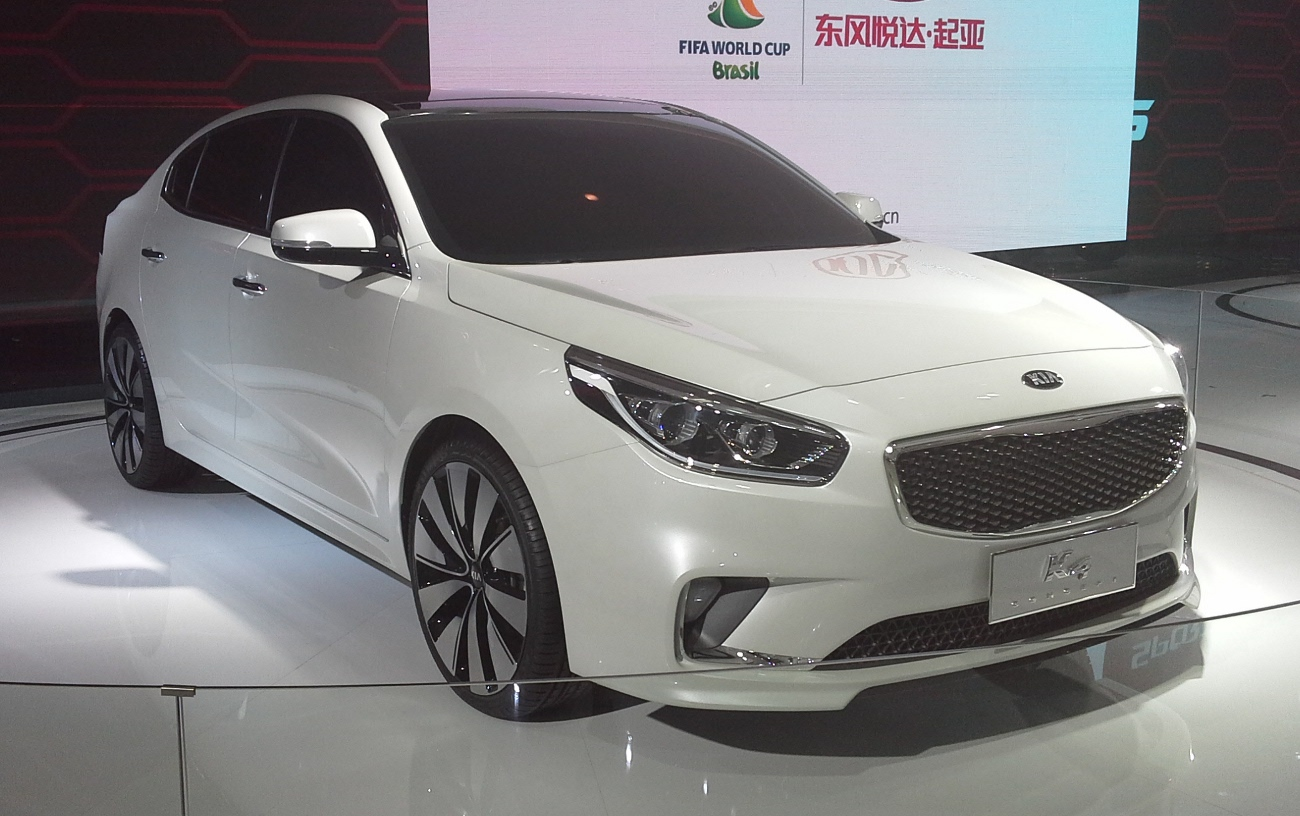
Kia K4 được giới thiệu tại Triển lãm ô tô Bắc Kinh 2014
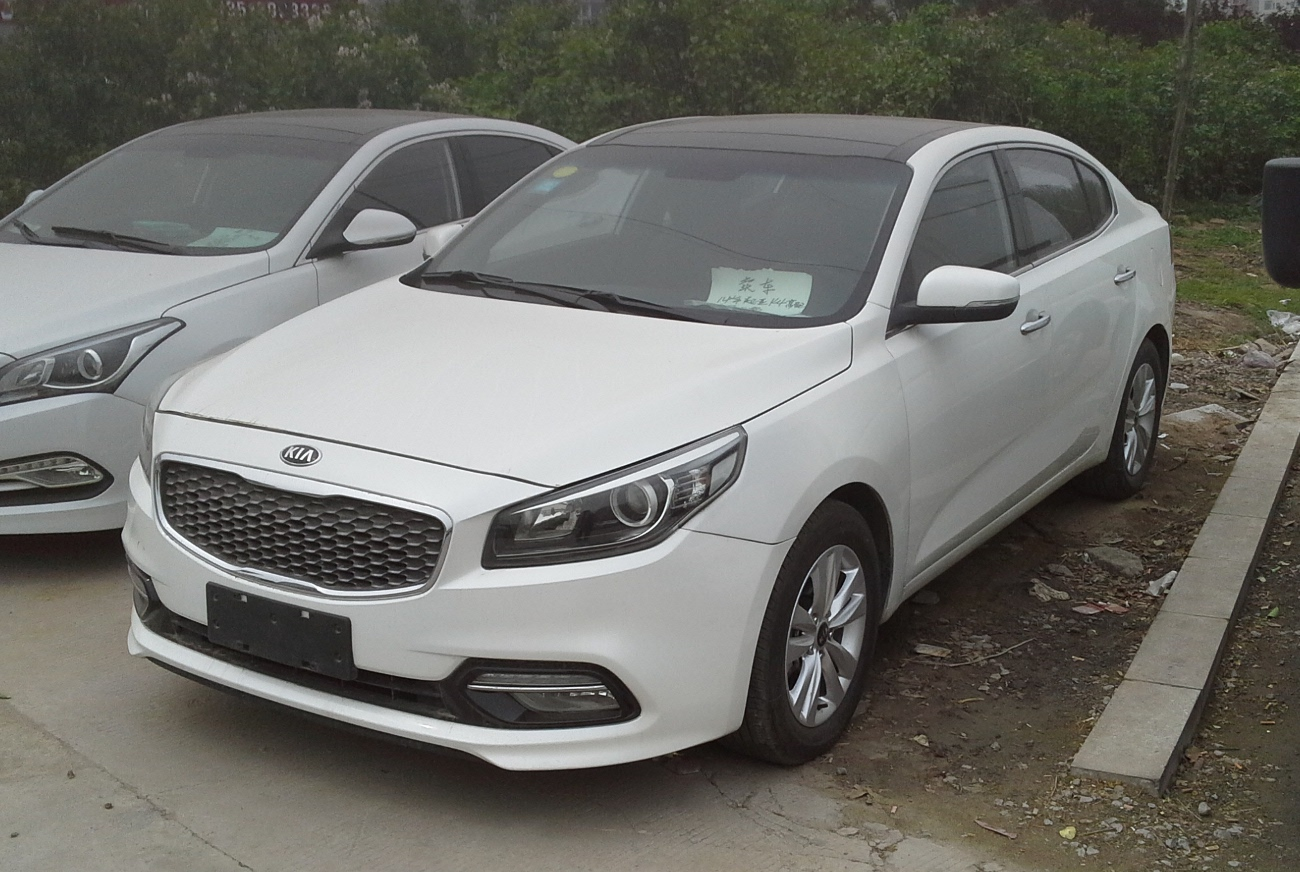
Kia K4
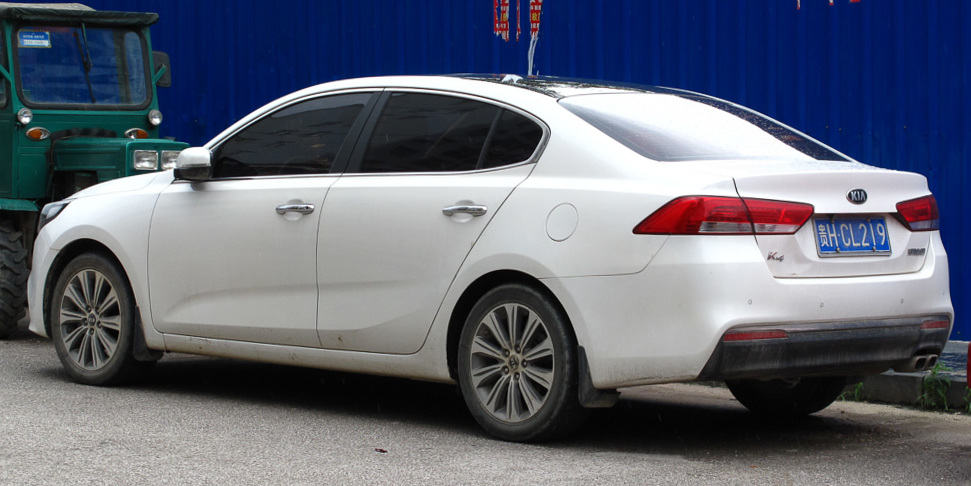
Phía sau xe

## Phiên bản Facelift 2018
Một phiên bản facelift đã được công bố vào năm 2018 với tên gọi Kia K4 Cachet. Phiên bản này có đặc trưng là kiểu dáng phía trước và sau xe có sự thay đổi so với phiên bản đầu.

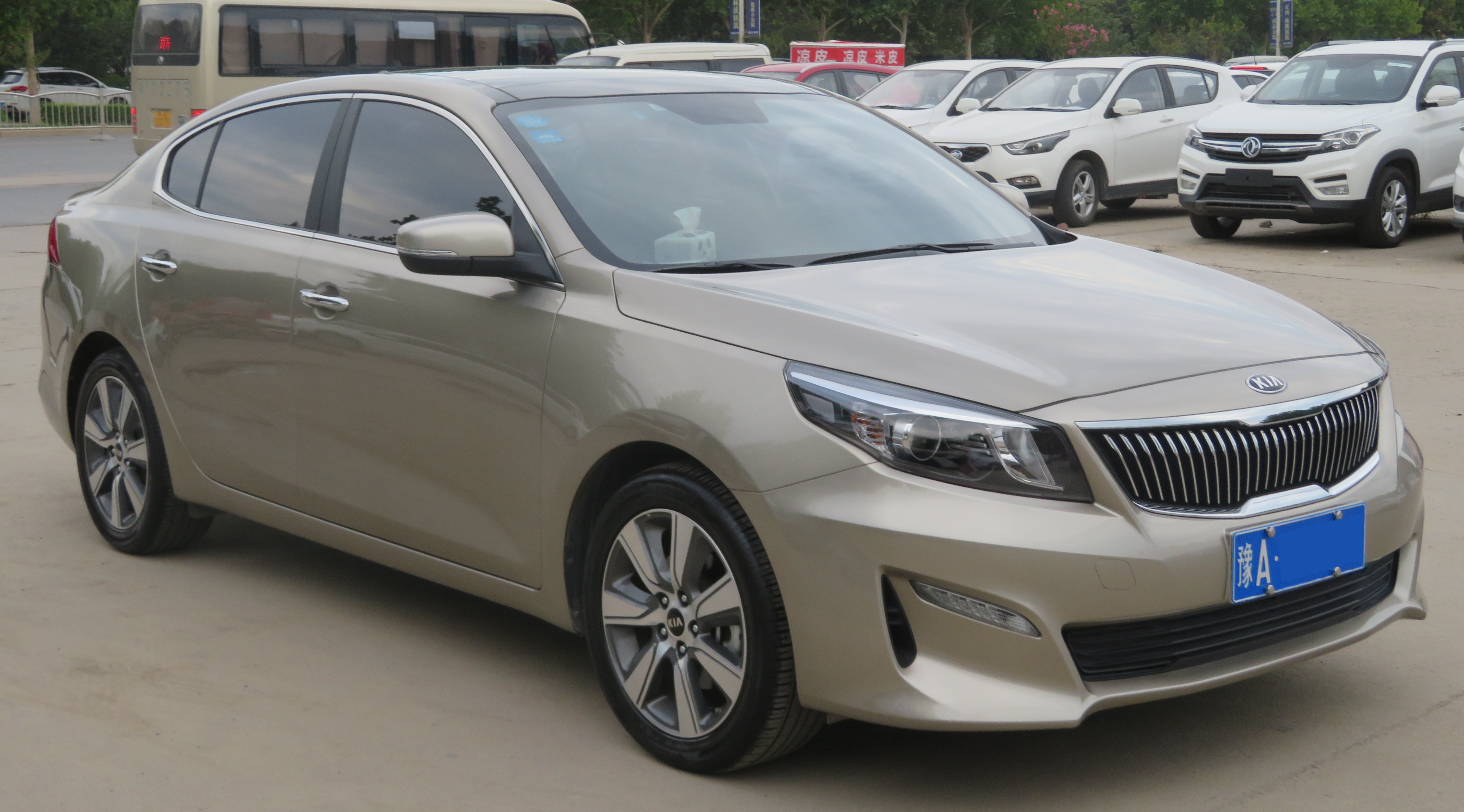
Kia K4 2018 (facelift)
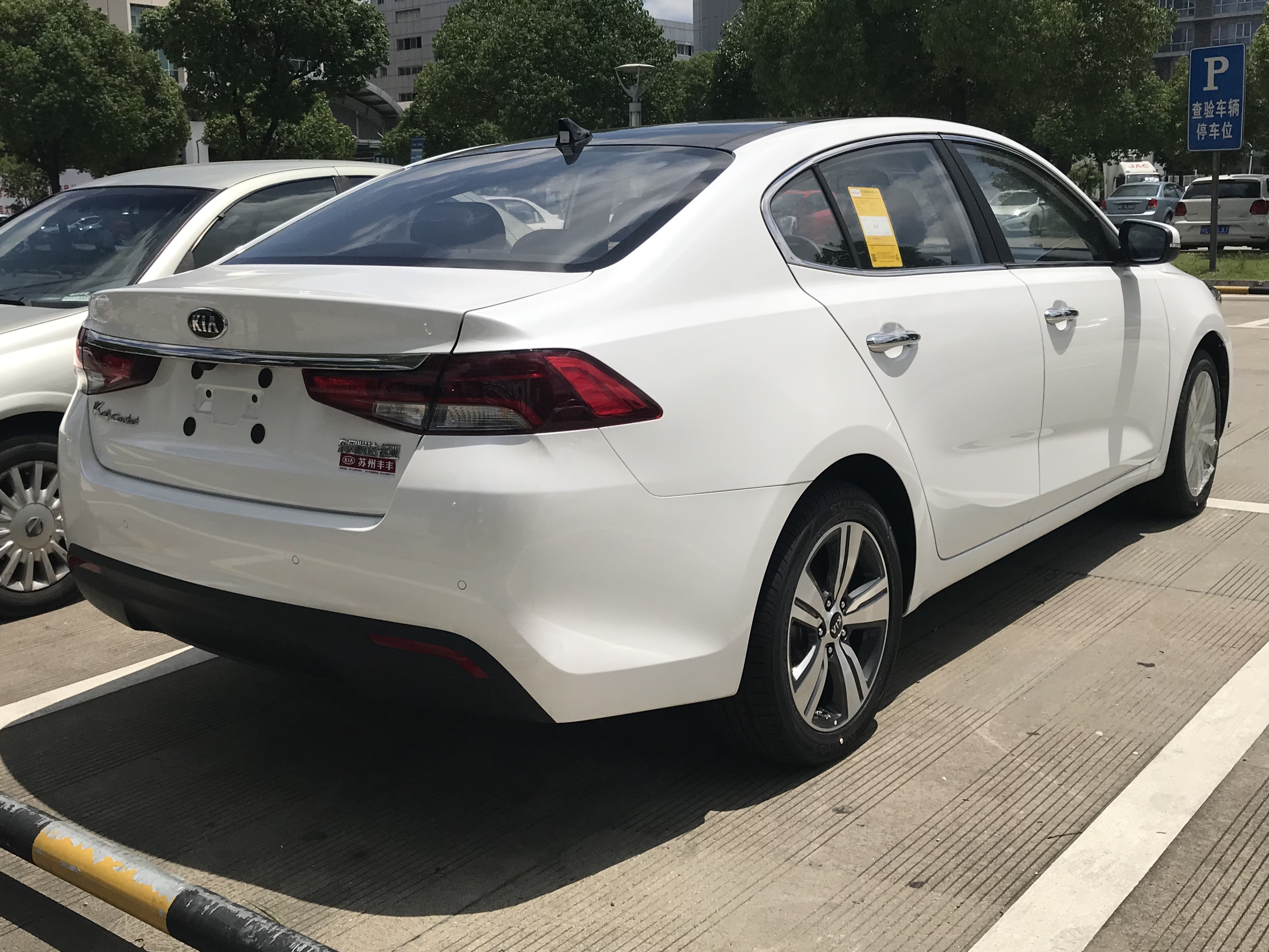
Kia K4 (facelift)